# Knezha Island
Knezha Island (englisch; bulgarisch остров Кнежа ostrow Knescha) ist die nördlichste Insel der Pitt-Inseln im Archipel der Biscoe-Inseln vor der Westküste der Antarktischen Halbinsel. In südwest-nordöstlicher Ausrichtung ist sie 800 m lang, 360 m breit, ist unvereist und liegt 4,53 km nordwestlich von Trundle Island, 0,78 km nordnordwestlich von Ribnik Island sowie 2,62 km südöstlich des Bardell Rock.
Britische Wissenschaftler kartierten sie 1971. Die bulgarische Kommission für Antarktische Geographische Namen benannte sie 2016 nach der Ortschaft Knescha im Norden Bulgariens.